# Далила (ракета)
«Далила» (Delilah, ивр. דלילה‎) — израильская крылатая ракета. Разработана израильской государственной компанией Israel Military Industries, производится компанией Elbit Systems.

## Презентация
Впервые показана на Парижском авиасалоне 1995 года.

## Предназначение
Применяется для нанесения ударов по различным морским и наземным целям с использованием как инерциальной и спутниковой системы наведения, так и электронно-оптической головки самонаведения. Обладает возможностью связи с оператором для визуальной оценки цели и возможности перенаправления на другую цель.

## Средства базирования
Запускается с самолетов F-4 и F-16, вертолётов  Sikorsky UH-60 Black Hawk и SH-60B. Кроме того, предусмотрены варианты запуска с наземной установки (в частности, с многокалиберной РСЗО PULS) и корабля.

## Эксплуатационные характеристики
Может храниться в пусковой установке контейнерного типа 5 лет.

## Лётно-технические характеристики
- Тип маршевого двигателя — твердотопливный
- Марка и модель двигателя — Noel Penny Turbines[англ.] NPT 151-4
- Максимальная скорость - 0,7 М (в пикировании до 0,85 М)
- Размах крыла, м — 1,15
- Длина, м — 2,7
- Диаметр, м — 0,33
- Боевая нагрузка, кг — 30 — 54
- Стартовая масса, кг — 185
- Дальняя граница зоны поражения (максимальная дальность стрельбы), км — 250
- Максимальная перегрузка, G — 5

## Модификации
Модификации различаются по базе, с которой осуществляется запуск:
- Delilah-HL — вертолётная UH-60A или SH-60B;
- Delilah-AL — самолётная;
- Delilah-SL — корабельная;
- Delilah-GL — для наземной пусковой установки.

## Операторы
- Израиль